# Mucur
Mucur ist eine Stadt und Hauptort des gleichnamigen Landkreis (İlçe) in der Provinz Kırşehir in Zentralanatolien. Der Ort liegt etwa 20 km ostsüdöstlich der Provinzstadt Kırşehir.

## Geografie
Der Landkreis (İlçe) liegt im Südosten der Provinz. Er grenzt im Westen an den zentralen Landkreis, im Norden an den Landkreis Boztepe sowie im Osten und Süden an die Provinz Nevşehir. Kreis und die Stadt werden von Westen nach Osten von der Fernstraße D260 durchquert, die von Polatlı über Kırşehir nach Kayseri führt. Östlich der Stadt zweigt davon in südlicher Richtung die D765 nach Nevşehir ab. Eine Landstraße verlässt den Ort in nordöstlicher Richtung nach Kozaklı in der Provinz Nevşehir.
Im Norden des Kreises liegt der in großen Teilen ausgetrocknete See Seyfe Gölü, an dem sich Flamingokolonien befinden. Das Wasser des seichten Sees ist wegen des fehlenden Abflusses salzig. Westlich der Stadt liegt der 1657 Meter hohe Hasanpaşa Tepesi, östlich der Bergzug Ayrı Dağı mit Höhen bis 1550 Metern.

## Etymologie und Geschichte
Die Etymologie des Namens ist ungeklärt. Obwohl, wie archäologische Überreste beweisen, die Gegend seit ältesten Zeiten besiedelt war, sind die Quellen über Mucur spärlich. Mucur teilte die Geschichte Inneranatoliens, ohne besonders hervorzutreten. In der Zeit zwischen 1485 und 1526 taucht der Name in einer Schreibweise auf, die „Bucur“ oder „Bücür“ gelesen wird, wobei die Lesung des ersten Buchstabens ungeklärt ist. Im 16. Jahrhundert erscheint Mucur infolge eines Zuzugs aus Ostanatolien als großes Dorf. In der Folgezeit verschlechterten sich die Bedingungen. Die Gegend wurde unsicher und die größeren Dörfer wurden mit Gräben und Erdwällen befestigt, die dann von den staatlichen Behörden bei Gelegenheit wieder geschleift wurden. Solche Dörfer wurden als palanka bezeichnet. Mucur befand sich in dem Gebiet, das immer wieder von Unruhen erschüttert wurde, die als Celali-Aufstände bekannt geworden sind. Bei weiterhin spärlicher Quellenlage erlebte Mucur im 18. und 19. Jahrhundert ein Wachstum und wurde zum Zentrum eines Kaza, eines osmanischen Gerichts- und später auch Verwaltungsbezirks. Daraus ist das heutige ilçe hervorgegangen.
Von den wenig oder gar nicht erforschten und oft verfallenden Baulichkeiten und Siedlungsspuren aus alter Zeit (Kirchen, Türben und Höhlen) sind insbesondere zwei unterirdische Städte, eine in Mucur selbst und eine in dem Dorf Kepez erwähnenswert.

## Landkreis
Der Landkreis hat die drittgrößte Bevölkerungszahl der Provinz, erreicht aber mit seiner Bevölkerungsdichte (18,6) gerade so die Hälfte jener der Provinz (von 36,9 Einw. je km²). Über vier Fünftel der Kreisbevölkerung (2020: 82,7 %) wohnt in Städten (Belediye). Der Kreis besteht des Weiteren aus 44 Dörfern (Köy) mit durchschnittlich 121 Bewohnern. Die Skala der Einwohnerzahlen reicht von 687 (Kızıldağyeniyapan) hinab bis auf 22 (Aksaklı, Küçükkavak). 20 Dörfer haben mehr als 100 Einwohner.

## Bekannte Personen
- Mustafa Bumin (* 1940), türkischer Jurist
- Osman Bölükbaşı (1913–2002), türkischer Politiker
- Fatih Özmen, türkisch-US-amerikanischer Unternehmer